# Calle Socorro (Sevilla)
La calle Socorro es una vía pública de la ciudad española de Sevilla.

## Descripción
La vía discurre desde la plaza de San Román hasta la de San Marcos. Lleva el título porque en ella se encuentra el convento de Santa María del Socorro. Aparece descrita en la Noticia histórica del origen de los nombres de las calles de esta ciudad de Sevilla (1839) de Félix González de León con las siguientes palabras:

Calle del Socorro. Pertenece al cuartel D. y por mitad á las parroquias de san Marcos y san Roman. Se nombra asì porque en ella está situado el convento de monjas de santa Maria del Socorro. Este convento lo fundó el año 1522, aunque no estuvo en forma hasta el de 1524, la noble Sevillana doña Juana de Ayala, en una casa principal suya en esta misma calle que parece se nombraba de los Melgarejos (creo que se equivocan los que as lo escriben, pues la calle de los Melgarejos ya queda dicho que era la del Conde). A fundarlo salieron parientas suyas del monasterio de las Dueñas, y de santa Paula. Son concepcionistas bajo la regla de Francisco. El año de 1837 á virtud de real orden fueron secuestradas sus rentas, y en el mismo año se reunieron en él las monjas de la Concepcion de san Miguel. Nada tiene este convento esterior que observar. Frente de este convento está la casa principal del mayorazgo de don Luis de Guzman, y no hay en ella nada que observar. Al fin de la calle hay una casa principal y en su pared una efigie de san Fernando pintada en azulejos con este letrero, El santo Rey Fernando. Casa de Rivera. 1585. No se que origen tenga ni que quiera decír, pues la casa no es ni ha sido nunca de la gran casa de Rivera. La calle es regularmente ancha, y pasa de la plaza de san Marcos, á la de san Roman.
(González de León, 1839, pp. 431-432)